# Sevillas olympiastadion
Sevillas Olympiastadion (spanska: Estadio Olímpico de la Cartuja) är en multifunktionsarena som ligger i Sevilla. 
Arenan byggdes klart 1999, och Världsmästerskapen i friidrott 1999 arrangerades på arenan. 57 619 (tidigare 73 000) åskådare får plats på arenan som fått 5-stjärnor på UEFA:s arenaranking. 2003 spelades UEFA-cupfinalen mellan Celtic FC och FC Porto på arenan.
Arenan byggdes för Sevillas ansökan om de Olympiska sommarspelen 2004 och 2008. Ansökningen misslyckades dock, men arenan fick ändå namnet Olympiastadion. 
Trots att Sevilla har två klubblag i La Liga (Real Betis och Sevilla FC) spelar ingen av dem sina hemmamatcher på arenan. Däremot spelar Spaniens herrlandslag i fotboll på arenan ibland. 
Under Europamästerskapet i fotboll 2020 spelades fyra matcher här, bland annat Sveriges första gruppspelsmatch mot Spanien den 14 juni 2021.